# 弗朗茨·普夫尼尔

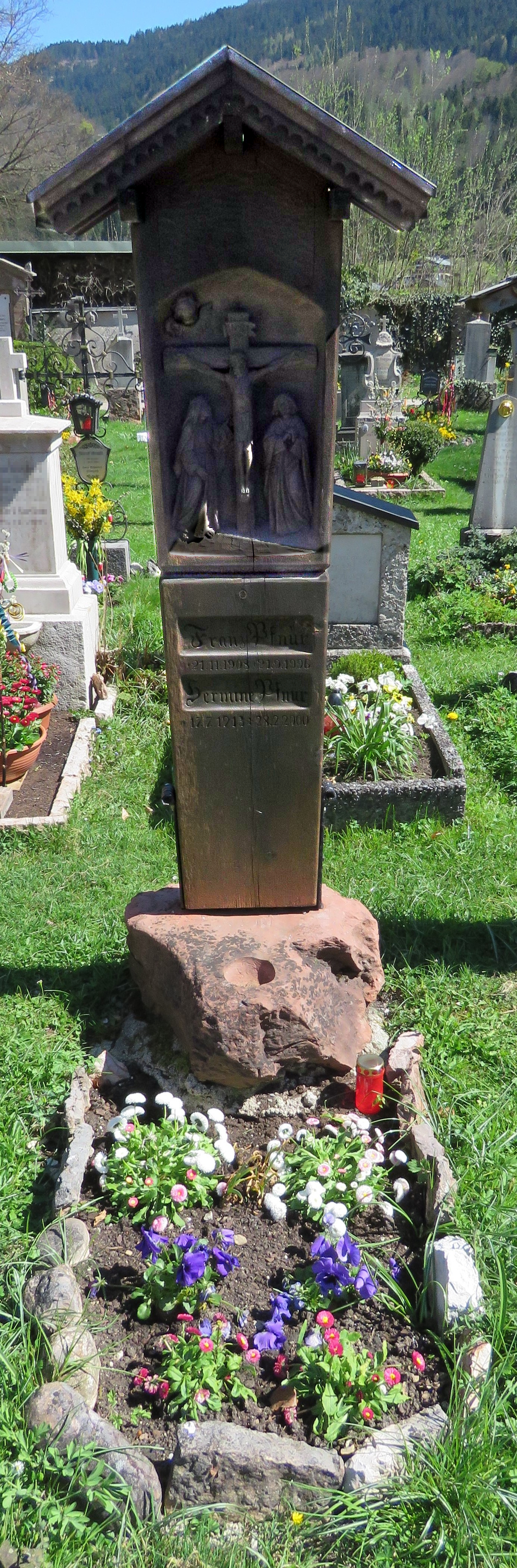
弗朗茨·普夫尼尔墓地

弗朗茨·普夫尼尔（德語：Franz Pfnür，1908年11月21日—1996年9月21日），德国男子高山滑雪运动员。他曾代表德国参加1936年冬季奥林匹克运动会高山滑雪比赛，获得男子全能金牌。